# آبشار کروشونا
آبشار کروشونا (به لاتین: Krushuna Falls) یک آبشار در بلغارستان است که در کروشونا واقع شده‌است.